# Where the nightingales sing
Where the nightingales sing is een nummer van de Volendamse band BZN uit 2001. Het lied werd oorspronkelijk opgenomen onder de titel Where the church-bells still ring en in die versie uitgebracht op het album Out in the Blue.
Als eerste single van Out in the Blue was aanvankelijk het nummer Keep smiling voorzien, maar het uitbrengen hiervan werd vanwege de cafébrand in Volendam, eerder dat jaar, niet passend geacht. De al geperste exemplaren van Keep smiling werden daarom vernietigd. Uit respect voor de slachtoffers en nabestaanden van de ramp verzon BZN een alternatief: er werd een aangepaste tekst geschreven op het nummer Where the church-bells still ring, dat zodoende werd omgedoopt tot Where the nightingales sing. Deze single werd samen met het album Out in the blue uitgebracht op 26 februari 2001. De opbrengsten van de single kwamen ten goede aan de slachtoffers van de cafébrand.
Where the nightingales sing stond drie weken in de Nederlandse Top 40, waar het de achttiende plaats behaalde. In de Mega Top 100 werd de achtste plaats bereikt. Later werd Keep smiling alsnog op single uitgebracht, echter zonder succes.